# Gyrinus minutus
Espèce
Gyrinus minutus est une petite espèce d'insectes coléoptères de la famille des Gyrinidae que l'on trouve au nord de l'Europe jusqu'en Laponie et qui s'étend à l'est en Sibérie, autour du lac Baïkal et dans l'Extrême-Orient russe, ainsi qu'au nord de la Chine. On la rencontre également en Amérique du Nord. En Europe centrale, cette espèce est très répandue.

## Description
Cet insecte minuscule que l'on rencontre à la surface des points d'eau claire mesure de 3,5 à 4,5 millimètres. Il est de couleur noire avec des reflets bleutés. Le dessous du corps est jaune foncé. Le dessus des élytres possède des rangs de points aux reflets brun rougeâtre. Les pattes sont jaunes.